# Joseph Wiggins
Pour les articles homonymes, voir Wiggins.
Joseph Wiggins, né le 3 septembre 1832 à Norwich et mort le 13 septembre 1905 à Harrogate, est un explorateur et navigateur britannique. 

## Biographie
Il entre très jeune dans la marine commerciale et devient capitaine à 27 ans. Il se marie en 1861 puis travaille dans l'administration navale du port de Sunderland de 1868 à 1874. 
En 1874, il affrète à ses propres frais le Diana, un steamer de 103 tonnes qu'il équipe à Dundee pour un voyage en Arctique. Il part ainsi de Dundee le 4 juin dans le but d'avoir des nouvelles de l'expédition austro-hongroise de Julius von Payer et Karl Weyprecht et de prouver qu'il est possible de naviguer en mer de Kara pour des navires de commerce. Il rejoint le détroit de Burrough le 26 où il pénètre, longe la péninsule de Yamal où il rencontre la glace. Bloqué durant trois semaines, il parvient enfin à se dégager et gagne l'entrée du golfe de l'Ob. Il rectifie alors le levé de l'île Blanche placée trop à l'est sur les cartes. Le fort courant dans l'Ob le fait renoncer à y entrer. De nouveau bloqué trois semaines à l'île Blanche, il se libère le 25 août, trouve la mer de Kara libre de glace, rejoint la Nouvelle-Zemble puis gagne Vardø où il affronte un ouragan. Il rentre alors à Hammerfest, une heure avant que l'expédition austro-hongroise n'y arrive à son tour. Il revient à Dundee le 25 septembre. 
Il repart l'année suivante sur le Whim et s'arrête à Arkangelsk où il prend contacts avec les autorités russes pour les intéresser à son projet. En 1875, il entreprend son troisième voyage arctique sur le Thames mais le navire est arrêté à la péninsule de Yamal. Il remonte alors le Ienisseï jusqu'à l'embouchure de la rivière Koureïka où il décide d'hiverner. Il séjourne quelque temps à Moscou pour trouver des partisans puis regagne son navire. Malheureusement, le bateau s'échoue et doit être abandonné. 
En 1878, il dirige le cargo Wakworth jusqu'à l'embouchure du fleuve Ob pour ramener du blé en Angleterre. Le voyage est une réussite et la destination atteinte, démontrant ainsi qu'une route maritime au nord est possible.  
Wiggins remonte de nouveau en 1887 le fleuve Ienisseï avec une cargaison de sel. Il effectue par la même voie de nombreux autres voyages commerciaux en 1888-1889 et de 1893 à 1895.